# 能登半島近海地震
能登半島近海地震（日语：能登半島沖地震）發生於1993年2月7日22时27分（JST），在日本石川縣能登半岛外海處發生的地震。这次地震被日本消防廳將這次地震命名為「平成5年（1993年）能登半島海上地震」，原國土廳称为「能登近海地震」 

## 地震

### 主震
- 发生於 : 1993 年（平成 5年）2 月 7日 22時27分43.7秒（JST）
- 震央
  - 震央 : 能登半岛外海，37°39.4′N 137°17.8′E / 37.6567°N 137.2967°E
  - 震央深度 : 约 25公里
  - 地震类型 :直接地震
- 地震震级
  - 日本氣象廳震級 (M) 6.6
- 各地區的地震震度（觀測到地震震度大於 3 的地區）

| 震度 | 都道府县 | 直辖市               |
| ---- | -------- | -------------------- |
| 5    | 石川縣   | 輪島市               |
| 4    | 石川縣   | 金澤市               |
| 4    | 富山縣   | 富山市 高岡市        |
| 4    | 新瀉縣   | 上越市               |
| 3    | 新瀉縣   | 佐渡市 中央區 新瀉市 |
| 3    | 福井縣   | 福井市 敦賀市        |
| 3    | 長野縣   | 長野市 諏訪市        |
| 3    | 岐阜縣   | 高山市               |
| 3    | 愛知縣   | 名古屋市 千草區      |
| 3    | 滋賀縣   | 彥根市               |

### 海嘯
晚間22时37分，日本氣象廳發布第6區（從新潟縣到能登半岛輪島市的海岸）和第10區（從能登半島輪島市西部到福井縣的海岸）的海嘯警報。
晚間22时41分，第5區（能登半島東北日本海沿岸）也發布了海嘯警報。
在石川縣輪島市（對應第6區和第10區）觀測到高達 26cm的海嘯後，於晚間23時30分解除了海嘯警報。

### 餘震
地震的3 個月內，身體約略能感受到大約為 1 ~ 3 级的餘震。
觀測到最大的餘震是在同年的 2 月 16 日凌晨 1 點 51 分（UTC+9）在新瀉縣上越市觀測到規模M5.0 震度 3 级的地震。

### 損失與傷亡
此次地震造成的損失及傷亡集中在靠近震央的石川縣珠洲市，總計損失約為42億日元。主要損害如:
- 死亡人數 : 0 人
- 受傷人數 : 29 人
- 全倒的建築 : 1 棟
- 半倒的建築 : 20 棟
- 部分毀損的建築 : 1 棟
- 道路毀損 : 142 餘處
  - 最嚴重毀損的道路是石川縣道28號大谷狼煙飯田線（日语：石川県道28号大谷狼煙飯田線）的隧道部分塌方，使道路完全封闭，道路修建耗時數月。
- 停水 : 2355 餘處
- 其他毀損 :
  - 珠洲市正院町飯塚的冰宫神社倒塌。
  - 珠洲市正院町松阴八幡宫的鸟居倒塌。
  - 觀光景點見附島也遭到毀損，東側（島後）的一部分嚴重坍塌。[1]

## 資料來源
1. ↑  . www.weblio.jp.   [2022-06-23]. （原始内容存档于2022-06-23）.